# Pending Train—8時23分，明天和你在一起
《Pending Train－8時23分，明天和你在一起》是TBS電視台於2023年4月21日至6月23日播出的週五連續劇，由山田裕貴主演。
本作講述同列車裡互不相識的68名乘客，突然被帶到未來世界，沒有訊號、水和食物，在極限的環境下為了回到現代世界努力生存下去的原創科幻劇。
本作中登場的車站及車輛來自筑波快線，電車外觀及內部由美術人員製作。臺灣由KKTV、friDay影音於4月22日起跟播。

## 劇情簡介
2023年3月23日8時23分，從流山大鷹之森站開出前往秋葉原站的筑波快線區間快速列車，在緊急地震速報突然響起後加速，5號車廂裏面素不相識的68名乘客隨著閃光一同跳躍到一個原始世界。沒有訊號、水和食物，在惡劣環境下的乘客們，為了回到現代世界努力生存，面對各種未知的事件。
與5號車廂一樣，6號車廂的乘客們也同時被帶到原始世界。他們在發現的筆記本上推測得知，目前正身處2060年的未來世界。在2026年12月9日，一顆隕石與太空垃圾相撞後再撞向地球，導致包括人類在內的大部分生物滅絕，人類文明也因此崩潰。
在克服與6號車廂乘客的磨擦後，5號車廂的乘客們發現了時空扭曲的蟲洞。除了決定留在2060年的乘客，5號車廂以及部分6號車廂的乘客成功開啟蟲洞，從未來世界回到現代。但他們回到的並不是原來的2023年，而是3年後，隕石撞向地球的超級災難即將發生的2026年5月1日。

## 演員列表

### 主要人物
- 萱島直哉：山田裕貴[1]

在社交媒體上很活躍的超人氣美髮師。
- 白浜優斗：赤楚衛二[3]

充滿正義感的消防員。
- 畑野紗枝：上白石萌歌[4]

高中體育老師。對來學校消防演習的優斗抱有好感。
- 加藤祥大：井之脇海[5]

帝都大學農學部研究所博士生。
- 渡部玲奈：古川琴音[5]

美甲師。極度自我中心。
- 米澤大地：藤原丈一郎（浪花男子）[5]

遊戲媒體專門學校學生，關西人。
- 江口和真：日向亘[6]

就讀名門高中的高中生。立志成為醫生。
- 佐藤小春：片岡凜[6]

就讀名門高中的高中生。與和真是同學、戀人，也是青梅竹馬。
- 田中彌一：杉本哲太[7]

空虛過日的上班族。電車乘客中最年長者。
- 寺崎佳代子：松雪泰子[7]

經營人才派遣公司「Spice-up」的職業女性。
- 立花弘子：大西禮芳[8]

系統工程師。對自己沒自信，不擅長與人交流。
- 明石周吾：宮崎秋人[8]

不動產公司職員。雖然期望被認可的慾望很高，但對此沒有上進心，不會積極行動。
- 小森創：村田秀亮[8]

火車站職員。工作上做事認真，一旦遇到問題就會停止思考的膽小鬼。

### 筑波快線5號車廂乘客
- 丸山喜代：外海多伽子

因列車緊急停止而受傷的高齡女性。
- 土屋清：八尾三郎

因列車緊急停止而腳受傷的高齡男性。
- 吳宇春：梅舟惟永

女性華人觀光客。
- 宋浩然：結城駿

男性華人觀光客。宇春的伴侶。
- 長谷部健一：竹森千人

負責補充自動販賣機的人員。

### 筑波快線6號車廂乘客
- 山本俊介：萩原聖人[9]

IT企業的經營者。6號車乘客的領導。
- 植村憲正：瑛士[9]

就職於建設公司的職人。
- 加古川辰巳：西垣匠[9]

抱有祕密的男人。
- 梶原將：小谷興會

神秘的少年。
- 梶原朱美：大後壽壽花

將的母親。
- 海老原力：加治將樹

### 現代世界
- 三島菫：山口紗彌加[8]

直哉就職的美髮店老闆。
- 萱島達哉：池田優斗[8]

直哉相差12歲的同母異父弟弟。正在少年輔育院服刑2年。
- 高倉康太：前田公輝[10]

優斗崇拜的前輩消防員。在火災現場因為回燃而保護優斗，導致下半身不遂。
- 樋口真緒：志田彩良[10]

暗戀優斗的什錦燒店店員。
- 寺崎茂道：坪倉由幸[10]

佳代子的丈夫。與獨生女・由良一起等待妻子回家。
- 田中美帆：金澤美穂[10]

彌一的女兒。與空虛過日的父親關係冷漠。
- 村木一太：白石隼也[10]

負責調查車輛與消失乘客行蹤的搜查一課・特殊班刑警。
- 永田信也：濱津隆之[10]

搜查一課的刑警。
- 蓮見涼平：間宮祥太朗[11]

帝都大學教授。高能量天體物理學研究學者。
- 小谷蒼：松島志步

帝都大學助理教授。蓮見的研究室職員。

## 製作團隊
- 劇本：金子亞里沙
- 配樂：大間間昂
- 主題曲：Official髭男dism「TATTOO」（波麗佳音 / IRORI Records）[12]
- 製作人：宮崎真佐子、丸山泉
- 編成：吉藤芽衣、平岡紗哉
- 導演：田中健太、岡本伸吾、加藤尚樹、井村太一、濱野大輝
- 特別拍攝協力：首都圈新都市鐵道、靜岡縣裾野市
- 製作：TBS SPARKLE、TBS電視台

## 播出日程
- 第1話加長15分鐘（22:00 - 23:09）。

| 集數                                                                      | 播出日期 | 日文標題 | 中文標題 (friDay影音) | 導演     | 收視率 |
| ------------------------------------------------------------------------- | -------- | -------- | --------------------- | -------- | ------ |
| 第1話                                                                     | 4月21日  |          | 命運的電車            | 田中健太 | 7.6%   |
| 第2話                                                                     | 4月28日  |          | 為了求生的多數決      | 田中健太 | 6.8%   |
| 第3話                                                                     | 5月05日  |          | 熱淚盈眶 雙強聯手     | 岡本伸吾 | 5.1%   |
| 第4話                                                                     | 5月12日  |          | 是敵是友？            | 加藤尚樹 | 5.9%   |
| 第5話                                                                     | 5月19日  |          | 那就是戀愛            | 井村太一 | 5.5%   |
| 第6話                                                                     | 5月26日  |          | 戰爭過後 情愫漸生     | 濱野大輝 | 5.4%   |
| 第7話                                                                     | 6月02日  |          | 擁抱與淚水            | 田中健太 | 5.9%   |
| 第8話                                                                     | 6月09日  |          | 活下去…永別了         | 加藤尚樹 | 5.5%   |
| 第9話                                                                     | 6月16日  |          | 原本想回來的世界      | 岡本伸吾 | 6.0%   |
| 最終話                                                                    | 6月23日  |          | 乘載著未來的電車      | 田中健太 | 7.1%   |
| 平均收視率 6.1%（收視率由Video Research調查關東地區、家戶的即時統計資料） |          |          |                       |          |        |

## 備註
1. ↑  第1集紗枝瀏覽的SNS的日期，但田中所閱讀的報紙所標日期卻是3月22日

## 外部連結
- 官方网站－TBS電視台 （日語）
  - 電視劇的X（前Twitter）（日語）
  - 電視劇的Instagram帳戶（日語）

| 日本 TBS電視台 週五連續劇                        | 日本 TBS電視台 週五連續劇                                         | 日本 TBS電視台 週五連續劇 |
| ------------------------------------------------ | ----------------------------------------------------------------- | ------------------------- |
|                                                  | Pending Train－8時23分，明天和你在一起 （2023年4月21日－6月23日） |                           |
| 如果能說100萬次就好了 （2023年1月13日－3月17日） | 一兆＄遊戲 （2023年7月14日－9月15日）                             |                           |